# Масієйра-де-Ратеш
Масієйра-де-Ратеш (порт. Macieira de Rates; МФА: [mɐ.si.ˈɐj.ɾɐ dɨ ˈʁa.tɨʃ]) — парафія в Португалії, у муніципалітеті Барселуш. Розташована в північно-західній частині країни, на теренах історичної португальської провінції Дору-Міню. Входить до складу округу Брага. За адміністративним поділом, чинним до 1976 року, терени парафії були складовою провінції Міню. Належить до Бразької архідіоцезії Католицької церкви. Патрон — святий Адріан. Площа — 7,8495 км². Населення — 2083 ос. (2011). Слабо урбанізований регіон. Густота населення — 265,37 осіб/км²
. Код — 030244.

## Населення
| Кількість мешканців | Кількість мешканців | Кількість мешканців | Кількість мешканців | Кількість мешканців | Кількість мешканців | Кількість мешканців | Кількість мешканців | Кількість мешканців | Кількість мешканців | Кількість мешканців | Кількість мешканців | Кількість мешканців | Кількість мешканців | Кількість мешканців |
| ------------------- | ------------------- | ------------------- | ------------------- | ------------------- | ------------------- | ------------------- | ------------------- | ------------------- | ------------------- | ------------------- | ------------------- | ------------------- | ------------------- | ------------------- |
| 1864                | 1878                | 1890                | 1900                | 1911                | 1920                | 1930                | 1940                | 1950                | 1960                | 1970                | 1981                | 1991                | 2001                | 2011                |
| 756                 | 821                 | 822                 | 873                 | 927                 | 935                 | 1 004               | 1 190               | 1 410               | 1 479               | 1 486               | 1 587               | 1 952               | 1 967               | 2 083               |